# Barney Kessel
Barney Kessel (født 17. oktober 1923 i Oklahoma - død 6. maj 2004 i San Diego, Californien, USA) var en amerikansk jazzguitarist.
Kessel hørte til datidens ledende guitarister. Han har spillet og indspillet med Lester Young, Charlie Parker, Shelly Manne, Oscar Peterson, Buddy Rich, Ray Brown, Art Tatum, Sonny Rollins etc. Kessel var en meget efterspurgt studieguitarist i 1950´erne i Swing og Bebop genren, og spillede en overgang som fast guitarist i Norman Granz Jazz at the Philharmonic grupper. Han spillede i den anerkendte trio The Poll Winners i 1950´erne, som foruden ham selv bestod at Ray Brown og Shelly Manne. Denne gruppe indspillede en stribe Jazzguitar trio indspilninger, som blev klassikere indenfor jazzen. I slutningen af sin karriere optrådte han mest som sologuitarist.

## Udvalgt diskografi
- Barney Kessel (1954)
- To Swing or Not to Swing (1955)
- Kessel Plays Standards (1956)
- Easy Like (1956)
- Music to Listen to Barney Kessel By (1957)
- The Poll Winners (1957) med Shelly Manne og Ray Brown
- The Poll Winners Ride Again! (1958) med Shelly Manne og Ray Brown
- The Poll Winners Three! (1960) med Shelly Manne og Ray Brown
- The Poll Winners: Straight Ahead (1975) med Shelly Manne og Ray Brown
- On Fire (1965)
- Kessel's Kit (1969)
- Solo (1983)
- El Tigre (1962) med Harold Land
- Let's Cook! (1962)
- Barney Kessel's Swingin' Party (1963)
- Barney (& Friends) Plays Kessel (1975)